# Islandiana mimbres
Islandiana mimbres là một loài nhện trong họ Linyphiidae.
Loài này thuộc chi Islandiana. Islandiana mimbres được Wilton Ivie miêu tả năm 1965.